# Ishkhanaget
L'Ishkhanaget è un fiume del Nagorno-Karabakh.
Nasce dalle pendici settentrionali del monte Metz Kirs (2724 m) nella regione di Shushi, attraversa la regione di Martuni e prosegue il suo percorso verso sud-est attraversando la regione di Hadrut.
Dopo essere entrato nel territorio dell'Azerbaigian si immette nell'Araks.
Nel suo percorso costeggia le grotte di Azokh (sulla sponda sinistra) e poco oltre è sormontato da un ponte medioevale. Lambisce quindi la cittadina di Varanda che si trova tra il corso di questo fiume e quello del torrente Amaras.